# Владо Малеський
Вла́до Ма́леський (мак. Владо Малески; * 5 вересня 1919, Струга, Північна Македонія — † 23 вересня 1994, там само) — македонський прозаїк.
Початкову освіту отримав у Скадарі (Албанія), гімназію закінчив у Бітолі. Навчався на юридичному факультеті Белградського університету, але навчання не закінчив через початок Другої світової війни. Брав участь у Народно-визвольній війні 1941–1945 років у складі Першої Македонсько-Косовської бригади. Пізніше був на дипломатичній роботі в Югославії: посол до Лівану, Ефіопії, Польщі.
1946 року став членом Товариства письменників Македонії.
Автор збірок оповідань «Червона жоржина» (1950), «Хвилювання» (1953), «Оповіді» (1976), романів «Та, що була небом» (1958), «Війна, люди, війна» (1967), «Верстат» (1969), «Нотатки Єзерка Дримського» (1980), «Вузли» (1990).
Владо Малеський є автором сценарію першого македонського художнього фільму «Фросина». Йому належить також вірш «Сьогодні над Македонією», який пізніше став македонським національним гімном (див. Гімн Республіки Македонія).
Лауреат премій «11 жовтня», «4 липня», «АВНОЈ» та інших.
Українською мовою оповідання Влада Малеського «Шлюбна ніч» та «Фіданка» переклав А. Лисенко; вони увійшли до збірки «Македонська новела» (Київ: Дніпро, 1972).